# Elektromagnetism

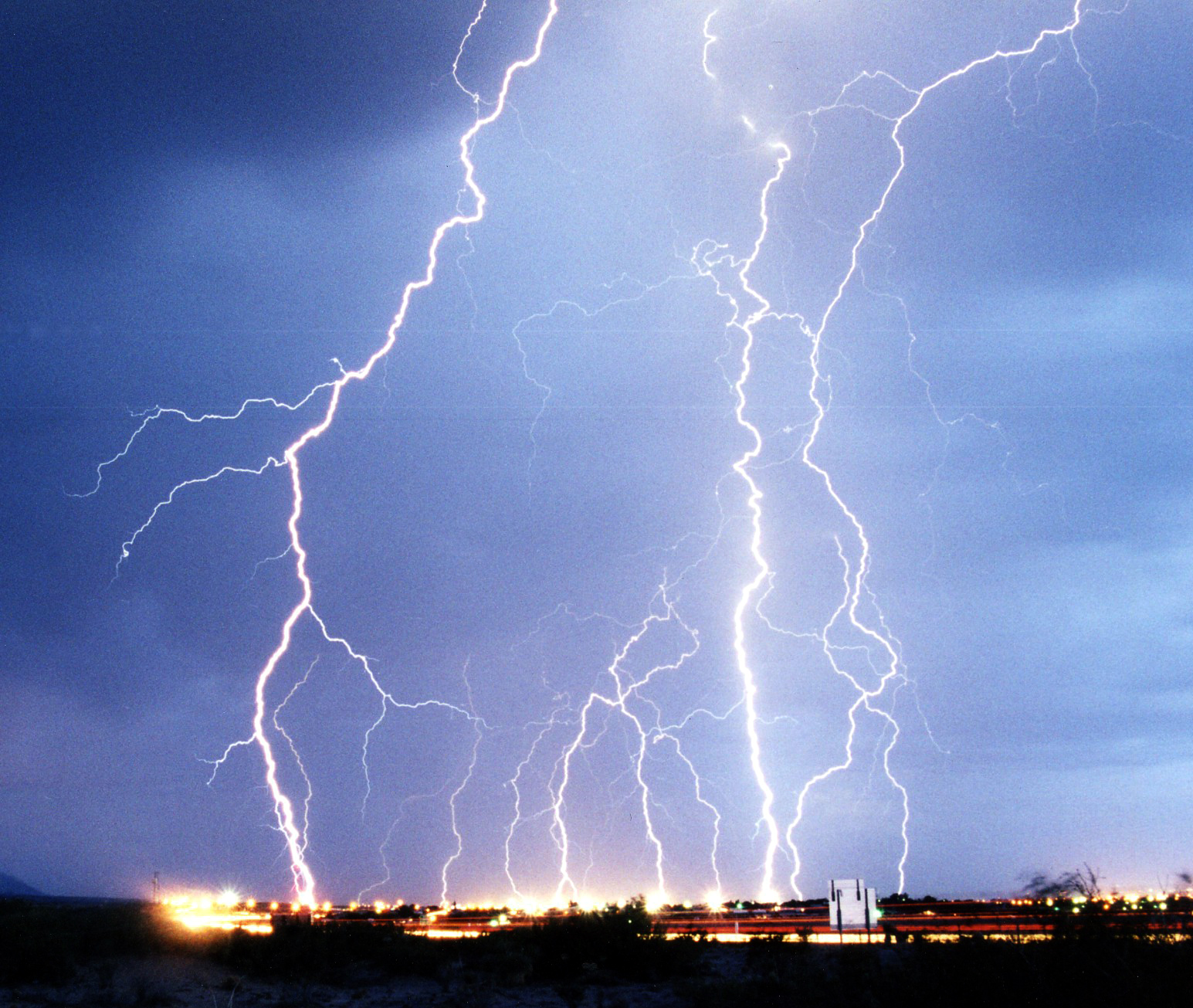
Spektakulärt elektriskt fenomen

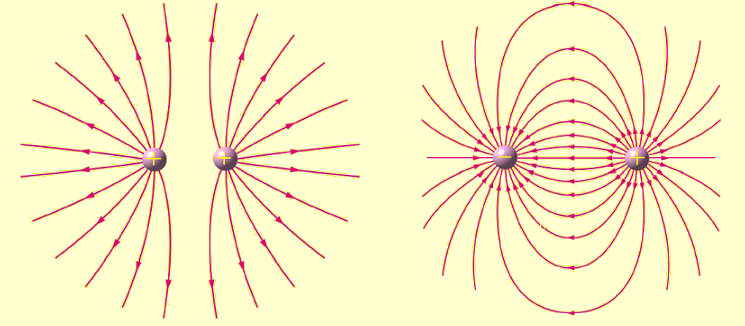
Elektriska fältlinjer kring två laddade partiklar. Till vänster har partiklarna samma laddning och till höger har de olika laddning

Elektromagnetism är den del av fysiken som förenar elektriska och magnetiska fenomen. De elektromagnetiska krafterna förmedlas av fotoner och växelverkar med alla partiklar som har laddning. Den elektromagnetiska kraften ger upphov till de flesta vardagliga fenomen, såsom induktion, friktion, normalkraft (den kraft som hindrar föremål från att flyta in i varandra), kemiska reaktioner och så vidare.

## Introduktion
Ett föränderligt magnetfält skapar ett elektriskt fält – fenomenet som gör elektromagnetisk induktion möjlig. Likaså skapar ett föränderligt elektrisk fält ett magnetfält. För att skapa ett magnetfält räcker det med att ha en ström. Om ett föremål leder en elektrisk ström kommer det att bildas ett magnetfält runt föremålet – till exempel en ström genom en sladd eller en vätska i ett rör. När det gäller fluider talas det om flöde, uttrycket ström brukar hänvisa till en elektrisk ström. Det finns fyra postulat som gäller för elektromagnetismen:
- Varje elektriskt laddat föremål omges av ett elektriskt fält. I varje punkt har fältet en viss styrka och en viss riktning

- När ett elektriskt laddat föremål placeras i ett elektriskt fält, påverkas det av en elektrisk kraft som är proportionell mot fältets styrka och mot den egna laddningen

- När ett elektriskt laddat föremål rör sig genom ett elektriskt fält påverkas det av en magnetisk kraft

- Elektrisk laddning och magnetism är två sidor av samma kraft. Elektriska laddningars rörelser ger upphov till ett magnetfält och ett magnetfält påverkar elektriska laddningars rörelse

En välkänd form av uppladdning skapas med friktion, till exempel när ett tygstycke gnids mot en glasstav. Benjamin Franklin, en amerikansk vetenskapsman och politiker, gjorde upptäckten att laddningar kan vara av två slag, positiva eller negativa. Franklin kom även fram till att en ökning av en typ av laddning medförde samma ökning av den motsatta laddningstypen, vilket var den första beskrivningen av laddningens bevarande. Den moderna fysikens utveckling har lett till en omfattande förståelse av elektrisk laddning och idag vet vi bland annat att
- Elektrisk laddning är en fundamental egenskap hos materia, i likhet med massa och dimension

- Laddningens mängd är oberoende av partikelns hastighet (men partikelns massa beror av hastigheten)

- Laddningar agerar som källor till elektromagnetiska fält

En regel som fungerar med många av elektromagnetismens lagar är den så kallade högerhandsregeln. Bland annat går det att bestämma strömmens riktning, magnetfältets riktning och den magnetiska kraftens riktning om man känner till riktningen för två av dessa vektorer.

## Historik
Kompassen har sedan 1100-talet varit ett mycket viktigt navigeringsverktyg. Ännu under slutet av 1500-talet var orsakerna till kompassens funktion okända. Då detta verktyg bemästrats sedan länge kan det förefalla underligt att man inte tidigare hade arbetat ut teorier för hur kompassen fungerade. Under slutet av 1500-talet uppmärksammades detta av vetenskapsmannen William Gilbert som började undersöka fenomenet. Genom diverse experiment kom Gilbert fram till att jorden var magnetisk och att det var därför kompassen alltid pekade åt norr. William Gilbert publicerade sina resultat i De Magnete år 1600, vilket var början på elektromagnetismens historia.
Nästa större framsteg gjordes inte förrän år 1752, då Benjamin Franklin upptäckte att åskan var strömförande (leder ström). Franklin hade en teori om åskväder och blixtar. Han påstod att blixtar i själva verket var ren elektricitet. För att bevisa denna teori började han att experimentera och Franklin kom fram till att det fanns en positiv och en negativ typ av elektrisk kraft. Med andra ord består elektricitet av två sorters laddningar – positiv och negativ. Dessa upptäckter var ett stort framsteg inom elektromagnetismen. Trots detta var det Franklins drakexperiment som skulle göra honom känd över hela världen. Franklin testade nämligen teorin att blixtar består av ren elektricitet. För ett sådant test fäste Franklin en metallnyckel i ändan på linan till en drake som han skickade upp i luften under ett åskväder. När blixten slog ned i draken fungerade drakens lina som en åskledare, som förde ned blixten till nyckeln. Detta orsakade en stöt som träffade Franklins hand. Därmed hade Franklin bekräftat teorin att blixtar var ren elektricitet. Han hade dessutom, helt omedvetet, skapat den första åskledaren. 
Trots Franklins upptäckt kretsade tankar kring en teori om en så kallad ”animalisk” typ av elektricitet. Någon som fick upp intresset för detta var Luigi Galvani. Galvani utförde diverse experiment med muskler och nerver och registrerade hur de påverkades av elektricitet. Under dessa experiment använde Galvani grodlår vars inre nerv hade gjorts åtkomlig. När grodlåren var jordade och utsattes för elektriska impulser orsakade dessa muskelsammandragningar. Av observationerna drog Galvani slutsatsen att det faktiskt existerade en slags ”animalisk” elektricitet. När Galvani senare publicerade sin upptäckt i De viribus electricitatis in motu musculari commentarius år 1791 förklarade han att urladdningen sker när muskeln och nerven kommer i kontakt med metall. Den förklaringen skulle dock inte gälla länge då Alessandro Volta nio år senare uppfinner det första batteriet. 
Charles-Augustin de Coulomb är mest känd för en uppsats om elektricitet och magnetism som publicerades år 1785. I Premier Mémoire sur l’Electricité et le Magnétisme förklarar Coulomb hur två föremål som elektrifieras med samma mängd elektricitet dras mot varandra. Fyra år senare publicerades ännu en av Coulombs uppsatser. Denna uppsats publicerades under namnet Septième Mémoire och förklarade hur lagarna kring attraktion och repulsion fungerar för en elektrisk laddning och för magnetiska poler. Coulomb fann dock inget samband mellan de två, utan ansåg att repulsion och attraktion mellan de båda berodde på att de bestod av helt olika ”vätskor”.

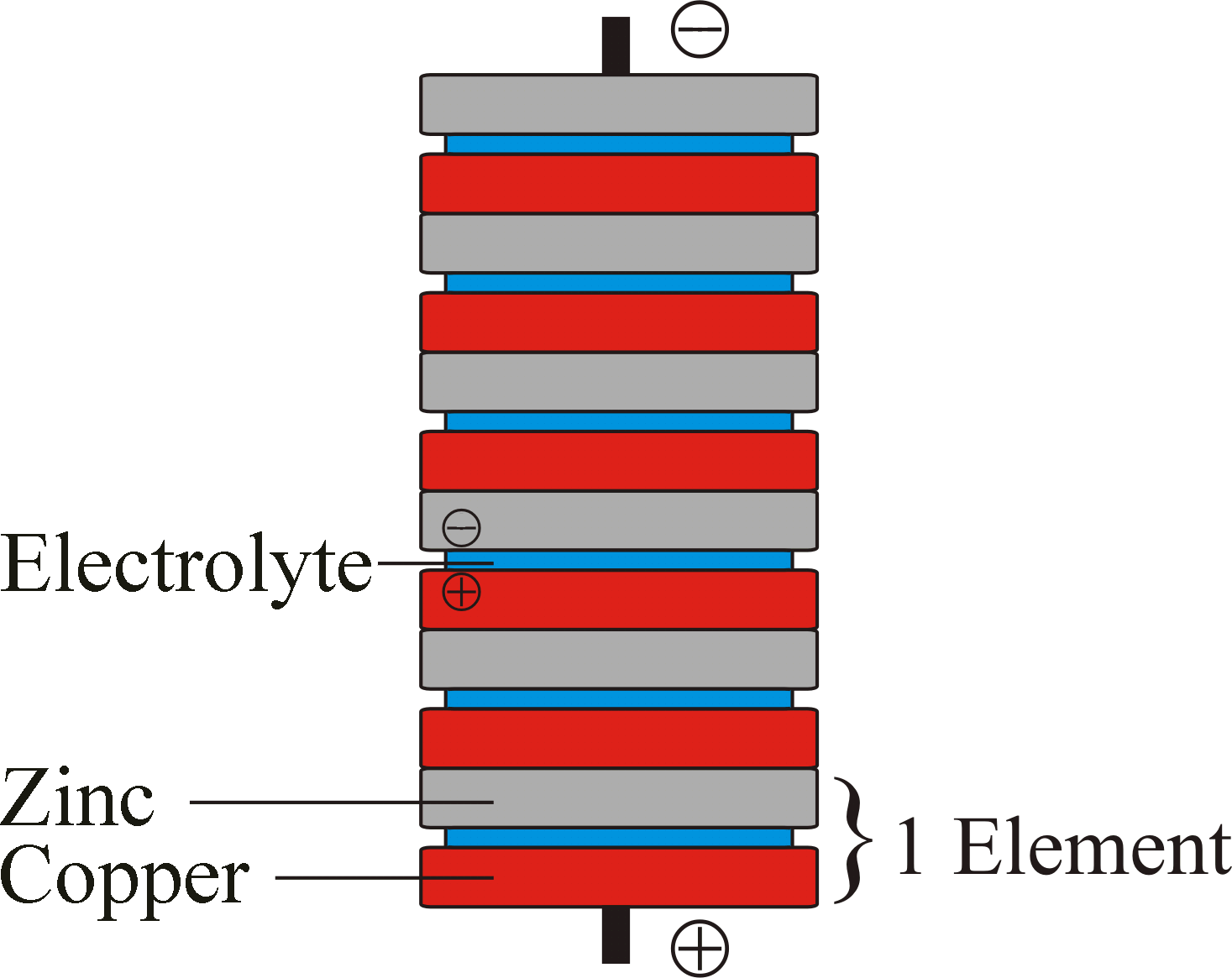
Voltas stapel, även kallad en galvanisk cell.

Upptäckterna inom elektromagnetismen och intresset för ämnet ökade med tiden och år 1800 uppfinner Alessandro Volta den så kallade "Voltas stapel". Uppfinningen bestod av "element" som bestod av skivor av zink och koppar. Mellan dessa plattor hade placerats en filt som var indränkt med svavelsyra. Detta är den enklaste typen av ett batteri och det genererade en spänning på 1 volt. Zinkplattan i batteriet fungerar som en negativ pol och kopparplattan som en positiv pol. Uppfinningen kunde skapa ett konstant elektriskt flöde och genom seriekoppling av ytterligare element, genererades en högre spänning. På grund av den uppfinningen döptes den SI-enhet som vi idag använder för spänning efter Volta, nämligen volt.
År 1820 skrev Hans Christian Ørsted en uppsats som handlade om identifikation av kemiska och elektriska krafter. I denna publicering utvecklade han sina idéer om hur elektricitet, magnetism och galvaniska element var relaterade till varandra. Ørsteds idéer grundades av Alessandro Voltas arbete bakom skapandet av den galvaniska cellen. Genom en slump upptäckte Ørsted att en ström skapar ett elektromagnetiskt fält. När Ørsted en dag förberedde sig för en föreläsning, upptäckte han att en kompass som var placerad bredvid en strömförande sladd hade kompassnålen riktad vinkelrätt mot sladdens riktning. I och med denna upptäckt kom han fram till en teori om att en ström skapar ett elektromagnetiskt fält kring ledaren. Resultaten ledde André-Marie Ampère till en generell regel för magnetfältets beroende av strömmen.
När Michael Faraday år 1821 uppfann en motor som omvandlade elektromagnetisk energi till mekanisk energi, hade elektromagnetism blivit ett centralt område inom vetenskapen. Motorn var inte tillräckligt effektiv för att användas till tunga arbetsuppgifter, utan förekom på uppvisningar för andra vetenskapsmän. Motorn bestod av två permanenta magneter som befann sig i två olika bägare. Den högra bägaren var fylld med kvicksilver och hade en fritt rörlig järnledare placerad ovanför sig. Den andra bägaren var även den fylld med kvicksilver, men denna bägare var fäst med ett snöre, vilket tillät bägaren att röra sig. Även denna bägare hade en järnledare ovanför sig, en ledare som var fastspänd. Den vänstra bägaren och den högra järnledaren var med andra ord fria att röra sig. När Faraday kopplade in en strömkälla till ledarnas ändar i bottnarna av de båda bägarna, genererades elektricitet i kvicksilvret vilket slöt kretsen. I och med detta började antingen magneten i den vänstra bägaren eller järnledaren ovanför den högra bägaren att cirkulera.
Nästa stora upptäckt för elektromagnetismen kom år 1839. Faraday, genom utförandet av diverse experiment, försökte reda ut elektricitetens fundamentala egenskap. Då man tidigare påstått att det existerade olika typer av elektricitet – statisk elektricitet och "animalisk” elektricitet, kom Faraday till slutsatsen att det endast fanns en sorts elektricitet. Han påstod att det enda som skiljde dem åt var strömstyrkan och voltantalet. Faraday tog nästa steg på vägen som Ørsted påbörjat med teorin om att det endast existerar en sorts elektricitet.
En av de viktigaste publiceringarna för elektromagnetismens utveckling är James Clerk Maxwells ekvationer för elektromagnetism. Ekvationerna består av fyra partiella differentialekvationer och beskriver elektriska och magnetiska fält. De relaterar de elektriska och magnetiska fälten till deras källor, laddningstäthet och strömtäthet. Laddningstätheten är mängden elektrisk laddning som verkar på en viss yta eller inom ett visst område och mäts i coulomb per meter ({\displaystyle C/m}). Strömtätheten är mängden ström genom en viss area inom en viss del av en sluten krets. och mäts i ampere per kvadratmeter ({\displaystyle A/m^{2}}). Det var med dessa ekvationer som Maxwell kunde visa att ljus var ekvivalent med en elektromagnetisk våg.
År 1879 kom en uppfinning som idag är välkänd, glödlampan. Redan under början av 1800-talet hade man börjat experimentera med olika typer av lampor. Under 1800-talet utvecklades glödlampan till vad den är idag. Den största bristen hos en dåtida glödlampa var dess livslängd, då den endast hade en brinntid på 40 timmar. Thomas Edison hade under lång tid prövat olika typer av glödtrådar för att öka livslängden. Till slut bestämde han sig för att gå tillbaka till koltrådar. Detta var nyckeln till att öka glödlampans livslängd från 40 timmar till 1 500 timmar. Det var dock inte förrän år 1910 som  William David Coolidge, en annan vetenskapsman, uppfann den volframtråd som används idag.
Då enligt Maxwells teorier och ekvationer elektromagnetiska vågor och ljusvågor var samma fenomen, tog det inte lång tid innan en banbrytande upptäckt gjordes, som var relaterad till ljus. En vetenskapsman vid namn Heinrich Hertz upptäckte ett sätt att ta reda på fotonens hastighet. Hertz lade även märke till den fotoelektriska effekten. Effekten uppstår när man belyser till exempel metaller med ultraviolett ljus av en anpassad frekvens. De ultravioletta fotonerna ger elektronerna högre hastigheter vilket gör att de ibland emitteras i form av fotoelektroner från det belysta objektet. Fenomenet var något han stötte på när han experimenterade med elektromagnetiska vågor där syftet med experimenten var att bygga en apparat där en liten gnista användes för att visa när apparaten blev träffad av elektromagnetiska vågor, en apparat som senare kom att kallas en ”Hertzantenn”. Detta var en mycket viktig uppfinning då den skapade grunden för radioteknologin. Gnistan var dock mycket liten och för att kunna se den tydligare lade Hertz apparaten i en låda av kvarts. Resultatet blev att kvartsen blockerade delar av de ultravioletta fotonerna.. Gnistan blev svagare istället för starkare. När Hertz senare bytte material på lådan fungerade apparaten som den skulle. Han noterade vad han råkat finna men kunde inte vid den tidpunkten komma underfund med vad som orsakade fenomenet, ett fenomen som senare förklarades av Albert Einstein.

## Ljus och vågor

### Fotoner
Fotoner, ”paket” som bär energi, är elementarpartiklar och det elektromagnetiska fältets energikvantum. Fotonen anses vara masslös, vara ”grundbeståndsdelen” i både ljus och elektromagnetisk strålning samt vara kraftbäraren för den elektromagnetiska kraften. Energin i en foton bestäms endast av våglängden {\displaystyle \lambda } eller genom dess ekvivalent, frekvensen {\displaystyle f}, och kan tas fram genom formeln för fotonenergi:
{\displaystyle E=\hbar \omega =hv={\frac {hc}{\lambda }}}
samt
{\displaystyle \mathbf {p} =\hbar \mathbf {k} }
Där k representerar vågvektorn (där vågtalet {\displaystyle k=|\mathbf {k} |=2\pi \lambda }), {\displaystyle \omega =2\pi v\,} är rotationsfrekvensen, och {\displaystyle \hbar =h/2\pi } är Diracs konstant.
Det finns även en simpel formel som ger frekvensen på en foton:
{\displaystyle f={\frac {c}{\lambda }}}
Där {\displaystyle f} är frekvensen, {\displaystyle c} ljushastigheten och {\displaystyle \lambda } våglängden.

### Fotoelektriska effekten
Den fotoelektriska effekten är namnet givet till fenomenet som uppstår när man belyser en bit metall och det uppstår en svag ström i metallen. Ljuset ger sin energi till elektronerna i metallen vilket låter dem röra sig, som i sin tur skapar strömmen. Strömmen uppkommer dock endast när fotonerna har en viss energi, alltså en viss våglängd. Det var detta som bröt teorin om att ljus är något så simpelt som vågor, eftersom om ljuset faktiskt var en våg skulle blått och rött ljus ha samma energi. Då stora vågor har mycket energi och små vågor lite energi så skulle en väldigt stark röd lampa ha mycket mer energi än en svag blå så kunde man inte förstå varför metallen inte alltid absorberade energin. Albert Einstein upptäckte att det enda sättet att förklara detta, tvärtemot vad som var accepterad vid den tiden, var genom att säga att ljuset transporterades med hjälp av små ”paket” som kallades fotoner. Einstein var inte den första som föreslog detta men var den första som kunde förstå innebörden av detta och satte därmed fotonen som startpunkten för sin förklaring. Idag vet vi att starkt ljus inte alls betyder att ”vågen” eller fotonen har mer energi; det betyder helt enkelt att mer fotoner sänds ut och ger därför ett ”starkare” intryck på ögat.
När Einstein hade fastställt detta blev det mycket lättare att förklara den fotoelektriska effekten. Fotonerna som bär till exempel rött ljus innehåller inte individuellt tillräckligt mycket energi för att skifta elektronerna som metallens atomer omges av. Fotoner som bär med sig blått ljus har däremot mer energi och kan göra elektronerna rörliga när de träffas. Ultraviolett ljus har ännu högre energi och lyser man med sådant ljus på metallen får elektronerna en sådan energi så kommer de i de flesta fallen att fara iväg ifrån metallen helt och hållet.

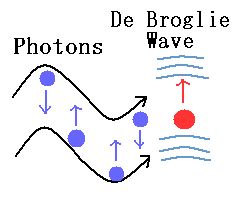
Fotonen existerar både som en våg och en partikel.

Einsteins ekvation för den fotoelektriska effekten kan skrivas som:
{\displaystyle eU_{a}=h(f-f_{0})\,}
Där {\displaystyle f} är fotonens frekvens och {\displaystyle h} är Plancks konstant.

### Ljusvågor
Ljus är den enda sorts elektromagnetiska våg vi kan se. De andra frekvenserna går inte att se med blotta ögat och befinner sig därför utanför ramen för synligt ljus. Ljus kan dock ibland betyda samtliga våglängder, inte bara de som är synliga. Själva ljuset kan ses som både vågor och partiklar, något som förvirrat forskare en lång tid. Idag har man fastställt att ljus faktiskt är både vågor och partiklar samtidigt.

## Elektricitet och magnetism

### Elektromagnetiska kraften
Den elektromagnetiska kraften är en av de fyra fundamentala naturkrafterna inom fysiken. Elektromagnetiska kraften anses vara en av de starkaste krafter som vi idag känner till. Bland annat samarbetar den elektromagnetiska kraften med gravitationen för att hålla kvar oss på jorden samtidigt som vi hindras ifrån att glida igenom marken. Egentligen är gravitationen en väldigt svag kraft. Det räcker med att lyfta något med en magnet så har man lyckats övervinna gravitationen.
Kraften mellan två elektriskt laddade partiklar minskar med kvadraten av avståndet då avståndet ökar. Med andra ord, om man dubblar avståndet kommer laddningen att minska med en faktor på fyra. Detta är anledningen till att man säger att den elektromagnetiska kraften har en oändlig räckvidd. Kraften mellan två laddade partiklar kan alltså inte nå noll.

### Klassisk elektrodynamik
Klassisk elektrodynamik är en teoretisk del av elektromagnetismen som involverar de elektromagnetiska krafterna mellan elektriska laddningar och ström. Själva namnet kommer ifrån den teori som en rad olika fysiker arbetade på under 1800-talet. Teorin bygger på James Clerk Maxwells arbete och fysikerna sammanställde arbetet under en ensam teori. I samband med detta upptäckte man att elektromagnetism var relaterat till ljus.
Ett föränderligt (skiftande i styrka) elektromagnetiskt fält färdas ifrån sin källa i form av en våg. Dessa vågor färdas i vakuum med ljusets hastighet. Det är dessa vågor man använder till saker som till exempel radio (lång och kortvågsradio), mikrovågsugnar samt röntgenstrålning. Faktorn som skiljer dessa åt är längden på vågorna, dvs. våglängden.
Ett av problemen med klassisk elektrodynamik är att den är svår att överensstämma med klassisk mekanik. Däremot stödjer klassisk elektrodynamik den speciella relativitetsteorin. Klassisk elektrodynamik säger att ett elektromagnetiskt fält följer ett antal formler som kallas Maxwells ekvationer och att den elektromagnetiska kraften följer Lorentzkraftens lag.

### Lorentzkraften
I ett elektriskt fält kommer en kraft att verka på varje laddad partikel som ges av:
{\displaystyle \mathbf {F} =q\mathbf {E} +q\mathbf {v} \times \mathbf {B} }
Där {\displaystyle \mathbf {F} } är kraften som verkar på den laddade partikeln, {\displaystyle \mathbf {E} } är den elektriska fältstyrkan, {\displaystyle q} är laddningens storlek, {\displaystyle v} är laddningens hastighet och {\displaystyle \mathbf {B} } är magnetfältet.

### Det elektriska fältet E
Huvudartikel: Elektriskt fält
Ett elektriskt fält är ett område inom vilket elektriska krafter verkar på elektriska laddningar. Elektriska laddningar är alltid knutna till föremål, till exempel metallkulor. En analogi på gravitationen ger en exakt definition av det elektriska fältet. Gravitationsfältet {\displaystyle {\hat {g}}} ges när man dividerar gravitationskraften {\displaystyle {\vec {F}}_{m}} med massan {\displaystyle m} av objektet:
{\displaystyle {\vec {g}}={\frac {{\vec {F}}_{m}}{m}}}
Med formeln för gravitationsaccelerationen kan vi räkna ut den elektriska fältstyrkan {\displaystyle {\vec {E}}} med hjälp av kraften {\displaystyle {\vec {F}}} som påverkar en laddning {\displaystyle q} i det elektriska fältet dividerat med den elektriska laddningen på partikeln som påverkas av kraften. Man brukar säga att man definierar det elektriska fältet som proportionalitetskonstanten mellan elektrisk laddning och elektrisk kraft. Detta ger upphov till ekvationen:
{\displaystyle {\vec {E}}={\frac {\vec {F}}{q}}}
Där 
{\displaystyle \mathbf {F} } är den elektriska kraften som verkar på den laddade partikeln,
q är partikelns elektriska laddning och
{\displaystyle \mathbf {E} } är det elektriska fältet där partikeln befinner sig.
Denna ekvation gäller dock endast när alla partiklar befinner sig i vila, dvs. i det elektrostatiska fallet. 
Det elektriska fältet runt en punktladdning kan man enkelt ta fram det ur Coulombs lag:
{\displaystyle {\vec {E}}={\frac {1}{4\pi \varepsilon _{0}}}{\frac {Q}{r^{2}}}{\hat {r}}}
där {\displaystyle Q} är laddningens storlek, {\displaystyle r} är avståndet från laddningen (”källpunkten”) till den punkt vi mäter det elektriska fältet i (”fältpunkten”), {\displaystyle {\hat {r}}} är enhetsvektorn från källpunkten mot fältpunkten och {\displaystyle {\mathcal {E}}_{0}} är den elektriska konstanten.
Om fältet istället genereras av ett kontinuerligt flöde av ström använder man sig av en integral:
{\displaystyle {\vec {E}}={\frac {1}{4\pi \varepsilon _{0}}}\int {\frac {\rho }{r^{2}}}{\hat {r}}\,\mathrm {d} V}
där {\displaystyle \rho } är laddningstätheten, dvs. mängden laddning per enhetsvolym.
Ett lite mer simpelt exempel på ett elektrisk fält är det fält som uppstår mellan två parallella metallplattor som är kopplade till en likspänningskälla. Sådana fält kallas för homogena fält. Att fältet är homogent ger att fältstyrkan {\displaystyle {\vec {E}}} har exakt samma absolutvärde på alla punkter i fältet. De fältlinjer som finns inom fältet kommer med andra ord att ha samma riktning som fältstyrkan {\displaystyle {\vec {E}}}, det vill säga samma riktning som den elektriska kraften {\displaystyle {\vec {F}}} på en positiv provladdning i fältet. Fältstyrkan {\displaystyle {\vec {E}}} har med andra ord en riktning som går ifrån den positiva plattan till den negativa plattan.
För att finna en formel som ger oss fältstyrkan {\displaystyle {\vec {E}}} i ett homogent elektrisk fält använder vi oss av spänningen {\displaystyle U} mellan plattorna, avståndet {\displaystyle d} mellan plattorna samt arbetet {\displaystyle \mathbf {W} } som utförs av den elektriska kraften. Den elektriska kraften som kommer att verka på en positiv provladdning {\displaystyle q} som förflyttar sig från den positiva plattan till den negativa plattan och ges av formeln:
{\displaystyle {\vec {F}}=q{\vec {E}}}
Arbetet som kraften utför ges av formeln:
{\displaystyle \mathbf {W} ={\vec {F}}}{\displaystyle d=q{\vec {E}}}{\displaystyle d}
För att räkna ut spänningen dividerar vi arbetet med laddningen. Detta ger oss:
{\displaystyle U={\frac {\mathbf {W} }{q}}}{\displaystyle =q{\vec {E}}}{\displaystyle {\frac {d}{q}}={\vec {E}}}{\displaystyle d}
En formel som vi slutligen kan omvandla till:
{\displaystyle {\vec {E}}}{\displaystyle ={\frac {U}{d}}}

### Maxwells ekvationer
Huvudartikel: Maxwells ekvationer
James Clerk Maxwells ekvationer är fyra partiella differentialekvationer som beskriver egenskaper hos elektriska och magnetiska fält. Dessa ekvationer används för att relatera det elektriska och magnetiska fälten jämnt emot dess källa, laddningsdensiteten (täthet) samt strömdensiteten (täthet). Laddningsdensiteten är mängden (tätheten) elektrisk laddning på en viss yta eller inom ett visst område och mäts i Coulomb per meter ({\displaystyle C/m}) och strömdensiteten är mängden (tätheten) ström inom en viss del av en sluten krets. Strömdensiteten mäts i ampere per kvadratmeter ({\displaystyle A/m^{2}}). Det var med dessa ekvationer som Maxwell bevisade sina teorier om att ljus var samma sak som en elektromagnetisk våg.
| Name                                               | Differentialform                                                                                        | Integralform |
| -------------------------------------------------- | --- | --- |
| Gauss lag                                          | {\displaystyle \nabla \cdot \mathbf {D} =\rho _{f}}                                                     | {\displaystyle \iint _{\partial V}\!\!\!\!\!\!\!\!\!\!\!\!\!\!\!\!\!\!\!\;\;\;\subset \!\supset \mathbf {D} \;\cdot \mathrm {d} \mathbf {A} =Q_{f}(V)} |
| Gauss lag för magnetism                            | {\displaystyle \nabla \cdot \mathbf {B} =0}                                                             | {\displaystyle \iint _{\partial V}\!\!\!\!\!\!\!\!\!\!\!\!\!\!\!\!\!\!\!\;\;\;\subset \!\supset \mathbf {B} \;\cdot \mathrm {d} \mathbf {A} =0}        |
| Maxwell–Faradayekvationen (Faradays induktionslag) | {\displaystyle \nabla \times \mathbf {E} =-{\frac {\partial \mathbf {B} }{\partial t}}}                 | {\displaystyle \oint _{\partial S}\mathbf {E} \cdot \mathrm {d} \mathbf {l} =-{\frac {\partial \Phi _{B,S}}{\partial t}}}                              |
| Ampères lag (med Maxwells korrigering)             | {\displaystyle \nabla \times \mathbf {H} =\mathbf {J} _{f}+{\frac {\partial \mathbf {D} }{\partial t}}} | {\displaystyle \oint _{\partial S}\mathbf {H} \cdot \mathrm {d} \mathbf {l} =I_{f,S}+{\frac {\partial \Phi _{D,S}}{\partial t}}}                       |

Gauss lag
Den första ekvationen kallas för Gauss lag. Denna lag används för att beräkna relationen mellan elektriska laddningen och dess resulterande elektriska fält. Gauss lag säger att: Det elektriska flödet genom en viss sluten yta är proportionell mot den slutna elektriska laddningen. Gauss lag går att användas till att derivera Coulumbs lag samt vice versa.
Gauss lag för elektromagnetism
Den andra ekvationen är Gauss lag för elektromagnetism. Lagens syfte är att visa att det inte kan existera några magnetiska monopoler, det vill säga att ett magnetiskt fält aldrig kan ha endast en pol. Detta är ett fenomen vi känner mycket väl känner till då vi är vana vid magneter som har både en positiv och en negativ pol. Mer specifikt säger lagen att ett magnetfält {\displaystyle \mathbf {B} } har en divergens som är lika med noll eller med andra ord att det är ett solenoidalt(källfritt) fält. Detta påstående är ekvivalent med påståendet att ett magnetiskt fält aldrig kan ha bara en pol.
Faradays induktionslag
Den tredje ekvationen, Maxwell-Faradayekvationen, brukar benämnas Faradays induktionslag. Lagen används bland annat när man arbetar med transformatorer, spolar och många sorters elektriska motorer. Själva lagen säger att den tillämpade elektromotoriska spänningen i en given sluten krets är ekvivalent med variationstiden på det magnetiska flödet i kretsen. Ekvationen i sig är en del av Maxwells ekvationer även om man oftast kallar den vid namnet Faradays lag.
Ampères lag
Maxwells fjärde ekvation är en korrektion av Ampères lag. Denna lag gäller inom elektrodynamik och säger att magnetiska fält kan skapas på två olika sätt. Det ena sättet är genom en elektrisk ström, vilket Ampères lag sade ifrån början, och det andra är genom föränderliga magnetiska fält.
För att förklara uttrycket ”föränderliga” magnetiska fält kan vi ta Jorden som exempel. Jordens magnetiska fält förändras hela tiden, bland annat genom att polerna rör på sig. Detta skapar då ett elektromagnetiskt fält (det Ampères lag säger), vilket i sin tur gör att saker som till exempel kompass fungerar.

### Induktion
Huvudartikel: Induktion
Fenomenet induktion – ett magnetfält som varierar, kan inducera (alstra) en elektrisk spänning, ett fenomen som visade sig vara möjligt tack vare Michael Faraday. Tekniken används i mängder av moderna uppfinningar, bland annat i spisar och i persondatorer. Då magnetfältet måste vara varierande för den elektriska spänningen skall induceras går det inte att använda sig av likström. För att strömmen skall uppstå behövs det växelström – ett föränderlig ström som ger upphov till ett föränderligt magnetiskt fält. Vidare försök utförda av en annan fysiker, Heinrich Lenz, visade att magnetfältet som induktionsströmmen alstrar, motverkar förändringen av magnetfältet. Detta gav upphov till Lenz lag – En inducerad elektrisk spänning motverkar sin orsak.
Faradays induktionslag säger att det magnetiska flödet {\displaystyle \Phi } genom en yta är lika med produkten av magnetfältets flödestäthet {\displaystyle \mathbf {B} } och ytans area {\displaystyle \mathbf {A} } genom en yta {\displaystyle \Sigma }. Detta ger upphov till en integral:
{\displaystyle \Phi _{B}=\iint \limits _{\Sigma (t)}\mathbf {B} (\mathbf {r} ,t)\cdot d\mathbf {A} \ }
Induktionslagen kan även förklaras med en lite mer simpel formel:
{\displaystyle \Phi =\mathbf {B} \mathbf {A} }
Faraday visade även att när det magnetiska flödet genom en ledarslinga varierar, induceras det en elektromotorisk spänning i ledarslingan. Den inducerade spänningen är ekvivalent med den negativa tidsderivatan av det magnetiska flödet, eftersom den inducerade elektriska strömmen motverkar sin orsak, som Lenz lag ger oss:
{\displaystyle \textstyle {\mathcal {E}}=-{\frac {d\Phi _{B}}{dt}}}
Där {\displaystyle \textstyle {\mathcal {E}}} är den inducerade elektriska spänningen och {\displaystyle {\frac {d\Phi _{B}}{dt}}} är förändringen i det magnetiska flödet. 
Med lagen för Lorentzkraften kan man ta fram att när ett rätlinjigt ledarstycke rör sig vinkelrätt mot ett magnetfält och vinkelrätt mot sin egen längdriktning, induceras en elektromotorisk spänning i ledarstycket. Spänningen ges av ledarstyckets hastighet v, magnetfältets flödestäthet B och ledarstyckets längd l:
{\displaystyle \textstyle {\mathcal {E}}=v\mathbf {B} l}
Formeln kallas för generatorformeln då den ger hur elektromotorisk spänning kan induceras i en elektrisk generator. Formeln gäller dock endast om vektorerna {\displaystyle v}, {\displaystyle \mathbf {B} } och {\displaystyle l} är vinkelräta mot varandra.

## Enheter

### Lista på SI-enheter
| SI-enheter inom elektromagnetismen | SI-enheter inom elektromagnetismen        | SI-enheter inom elektromagnetismen | SI-enheter inom elektromagnetismen | SI-enheter inom elektromagnetismen |
| Symboler                           | Storhet                                   | Härledd enhet                      | Enhet                              | Grundenhet                         |
| ---------------------------------- | ----------------------------------------- | ---------------------------------- | ---------------------------------- | ---------------------------------- |
| I                                  | Ström                                     | ampere                             | A                                  | A (= W/V = C/s)                    |
| Q                                  | Elektrisk laddning                        | coulomb                            | C                                  | As                                 |
| U, ΔV, Δφ; E                       | Spänningsdifferans; Elektromotorisk kraft | volt                               | V                                  | J/C = kgm2s−3A−1                   |
| R; Z; X                            | Resistans; Impedans; Reaktans             | ohm                                | Ω                                  | V/A = kgm2s−3A−2                   |
| ρ                                  | Resistivitet                              | ohm meter                          | Ωm                                 | kgm3s−3A−2                         |
| P                                  | Effekt                                    | watt                               | W                                  | VA = kgm2s−3                       |
| C                                  | Kapacitans                                | farad                              | F                                  | C/V = kg−1m−2A2s4                  |
| E                                  | Elektrisk fältstyrka                      | volt per meter                     | V/m                                | N/C = kgmA−1s−3                    |
| D                                  | Elektrisk flödestäthet                    | coulomb per kvadratmeter           | C/m2                               | Asm−2                              |
| ε                                  | Permittivitet                             | farad per meter                    | F/m                                | kg−1m−3A2s4                        |
| G; Y; B                            | Susceptans                                | siemens                            | S                                  | Ω−1 = kg−1m−2s3A2                  |
| κ, γ, σ                            | Konduktivitet                             | siemens per meter                  | S/m                                | kg−1m−3s3A2                        |
| B                                  | Elektromagnetisk induktion                | tesla                              | T                                  | Wb/m2 = kgs−2A−1 = NA−1m−1         |
| Φ                                  | Magnetiskt flöde                          | weber                              | Wb                                 | Vs = kgm2s−2A−1                    |
| H                                  | Magnetisk fältstyrka                      | ampere per meter                   | A/m                                | Am−1                               |
| L, M                               | Induktans                                 | henry                              | H                                  | Wb/A = Vs/A = kgm2s−2A−2           |
| μ                                  | Permeabilitet                             | henry per meter                    | H/m                                | kgms−2A−2                          |
| χ                                  | Magnetisk susceptibilitet                 | (dimensionslös)                    | -                                  | -                                  |